# Ок-Парк (тауншип, Миннесота)
Ок-Парк (англ. Oak Park) — тауншип в округе Маршалл, Миннесота, США. На 2000 год его население составило 165 человек.

## География
По данным Бюро переписи населения США площадь тауншипа составляет 101,8 км², из которых 100,8 км² занимает суша, а 1,1 км² — вода (1,07 %).

## Демография
По данным переписи населения 2000 года здесь находились 165 человек, 67 домохозяйств и 47 семей. Плотность населения —  1,6 чел./км². На территории тауншипа расположена 71 постройка со средней плотностью 0,7 построек на один квадратный километр. Расовый состав населения: 96,97 % белых, 3,03 % — других рас США. Испанцы или латиноамериканцы любой расы составляли 3,64 % от популяции тауншипа.
Из 67 домохозяйств в 28,4 % воспитывались дети до 18 лет, в 65,7 % проживали супружеские пары, в 1,5 % проживали незамужние женщины и в 28,4 % домохозяйств проживали несемейные люди. 26,9 % домохозяйств состояли из одного человека, при том 4,5 % из — одиноких пожилых людей старше 65 лет. Средний размер домохозяйства — 2,46, а семьи — 2,94 человека.
23,6 % населения младше 18 лет, 9,1 % в возрасте от 18 до 24 лет, 22,4 % от 25 до 44, 33,3 % от 45 до 64 и 11,5 % старше 65 лет. Средний возраст — 42 года. На каждые 100 женщин приходилось 111,5 мужчин. На каждые 100 женщин старше 18 приходилось 133,3 мужчин.
Средний годовой доход домохозяйства составлял 43 438 долларов, а средний годовой доход семьи —  46 964 доллара. Средний доход мужчин —  43 125  долларов, в то время как у женщин — 20 000. Доход на душу населения составил 23 560 долларов. За чертой бедности находились 4,4 % семей и 5,1 % всего населения тауншипа.